# Maria Theresia Eyer-Gorsen
Maria Theresia Eyer-Gorsen (Oorderen, 15 februari 1819 – Lillo, 9 oktober 1924) was een Belgisch dorpsfiguur uit de provincie Antwerpen. 
Maria Theresia Eyer-Gorsen, bijgenaamd “Moederke Eyer”, was getrouwd met een douanier, Adriaan Eyer, en kreeg zeven kinderen. Ze werd een bekend figuur in haar dorp vanwege haar hoge leeftijd. In 1919, toen ze honderd jaar oud werd, kwam koning Albert I van België haar bezoeken en trok er een stoet door de straten om haar verjaardag te vieren. Toen ze 105 jaar oud werd, in 1924, bezocht prins Leopold (de latere Leopold III) haar en bezorgde haar het ereteken van Leopold II. Ze overleed acht maanden later. Destijds was ze de oudste inwoner die op het kerkhof van Lillo werd begraven.